# Walther Binner
Walther Binner (né le 28 janvier 1891 à Breslau et mort le 8 septembre 1971 à Francfort-sur-le-Main) est un nageur allemand.
Il établit le record du monde du 100 mètres brasse en 1909. Il nage le 100 mètres nage libre aux Jeux olympiques de 1912 mais est éliminé dès les séries.
Il est membre du jury et de la délégation olympique allemande lors des Jeux olympiques d'été de 1928 et 1932. Il préside la FINA de 1932 à 1936. Il est aussi membre du CIO. Le régime nazi lui interdit de participer aux Jeux olympiques d'été de 1936 en raison de ses positions politiques.

## Source
- Biographie sur sports-reference